# یاکولت هونشا
یاکولت هونشا (انگلیسی: Yakult Honsha) شرکت صنایع غذایی ژاپنی است، که در سال ۱۹۳۵ تأسیس شد.